# Liekki
Liekki (svenska: "Lågan") är en sverigefinsk kulturtidskrift, som utkommer sedan 1976. Den innehåller allt från noveller, dikter, kåserier, intervjuer till debatt, recensioner, teater, film, konst, musik med mera. Tidskriften är politiskt och religiöst obunden. Den är huvudsakligen på finska.
Utgivare för tidningen är Föreningen för Sverigefinska Skribenter.

## Chefredaktörer
- Terttu Loimalahti (Provnummer) (1975)
- Esa Wirkkala (1976–1978)
- Kalervo Kujala (1978–1981)
- Kauko Lammasaitta (1981–1982)
- Arja Uusitalo (1982–1985)
- Anita Sällberg (1985–1995)
- Anneli Tikkanen Rózsa (1995–1998)
- Inkeri Kuosku (1998–2000)
- Riitta Larsson (2000–2004)
- Joonas Sillanpää (2004–2005)
- Kaino Ranén (2005–2007)
- Jukka Helin (2007–2008)
- Juha Knuutila (2008–2010)
- Satu Gröndahl (2010–2014)
- Jaana Johansson (2014–2019)
- Tiina Pukkila Sarilidou (2020–